# アンサングシンデレラ
『アンサングシンデレラ 病院薬剤師 葵みどり』（アンサングシンデレラ びょういんやくざいし あおいみどり）は、荒井ママレによる日本の漫画作品。医療原案を富野浩充（焼津市立総合病院薬剤科）が担当した。『月刊コミックゼノン』（徳間書店→コアミックス）にて、2018年7月号より2025年7月号まで連載された。2024年6月時点で単行本の累計部数が180万部を突破している。
病院薬剤師の主人公が、自身と薬剤部のメンバーを中心として、医師、看護師、外部の薬剤師などの医療に関わる役割の人物との間に起こる問題に向き合っていく。薬剤師法第24条で義務付けられている疑義照会が主要なテーマであり、それを実践する薬剤師の考えや行動と周囲におよぼす影響に焦点が当てられている。
タイトルにある形容詞のアンサング（unsung）とは、日本語で「讃えられない」の意。unsung を用いたイディオムには、「縁の下の力持ち」を意味する unsung hero がある。
2020年7月16日から、石原さとみ主演でテレビドラマ化された。

## 登場人物

### 萬津総合病院薬剤部
葵みどり（あおい みどり）
本作の主人公。
入社2年目の薬剤師。主に小児科を担当。推定年収380万円。
快活で物怖じしない性格。チャームポイントは頭の高い位置にふんわりと大きめに作ったおだんごヘア。
優れた味覚（バナンとフロモックスを舌で当てる）と嗅覚（インスリン濃度から注射有無を推測）を持つ。
薬剤師の立ち位置と権限を把握しつつ、処方内容に不審点があれば処方箋を出した医師に堂々と疑問点を問い、意見することもある。患者と正面から向き合うことを信念にしている。
瀬野
主任薬剤師。5年前に転職してきた。それまで他部署との関わりに消極的で、処方箋に基づいた薬を提供するだけの薬剤部に疑問を抱き、自ら積極的に動くことで改革をもたらした。決して愛想は良くないが実直で堅実な仕事を心掛けている。みどりの目指す「医師や看護師に信頼される”現場に必要な薬剤師”」のひとり。
羽倉
入社1年目の薬剤師。主に整形外科を担当。
みどりからは「ハク」と呼ばれている。マッシュルームカットに大きめの眼鏡を掛けており、あまり表情を変えない。左利き。
刈谷
ベテランの薬剤師。以前は調剤薬局で店長をしていた。生真面目な性格で整理整頓を徹底しており、薬剤部で管理する余剰在庫を最小限に抑え、経費削減の成果を収めている。”鉄の女”の異名を持つ。
相原くるみ
みどりの頼れる同僚薬剤師。
剣持
眼鏡をかけており長身細身の薬剤師。循環器系の薬剤に詳しい。
江林 隆二
薬剤師認定制度におけるがん薬物療法認定薬剤師の資格を持つ。
販田 聡
薬剤部部長。恰幅の良い体形で癒し系。

### 萬津総合病院職員
葉山
内科に所属する医師。ランソプラゾールを処方。
大津
整形外科に所属する医師。古賀の主治医を務める。
久保山
小児科に所属する医師。妻は看護師。
六谷
循環器内科に所属する医師。丸岡の担当医。
畑中
消化器内科に所属する医師。柴崎太一の主治医。
豊中
救急救命部に所属する救急看護師。飄々とした性格で語尾に〜〜が付いた気怠い話し方をする。杓子定規にしか患者を診ない職員に不満があるが、それに当てはまらない瀬野や葵のことを評価している。
伊吹 響子
オペ室看護師長。接遇委員会委員長を兼ねる。定期的な院内の巡視を行う。
松永
葵と同期の看護師。接遇委員会の委員を兼ねる。伊吹を理想としており、それに近づくべく努力する。
沖
小児科に所属する看護師。
大河内
5C病棟に所属する新人看護師。
成田淳子
臨床心理士。柴崎樹里のメンタルケアを担当する。

### 患者・患者の家族
古賀治朗
67歳男性。植木職人。仕事中に骨折し、整形外科に入院している。病院の廊下で腰の痛みで床に座っていたところ、みどりに脚を蹴飛ばされる。テオドール、サルタノール、ロキソニンなどを服用。
古賀の妻
入院する古賀に寄り添う。夫が早期に復帰しようと焦る様を心配しながら見守っている。
山口
シングルマザー。息子の礼央が小児科で診察を受けている。デザイン会社に時短勤務しており、肩身の狭さを覚えながらも、育児と仕事の両立を目指している。礼央にクラリスロマイシンなどを処方される。
峰田和昭
33歳男性。太った体型で血圧高めのため、降圧剤を日常的に服用している。友人と山登り中に蜂に刺されてアナフィラキシーショックを発症し、救急救命病棟に搬送される。その後、心停止状態に陥る。
渡辺奈央
13歳女性。中学1年生。3年前にI型糖尿病を発症。小児科に入院中。
森本優花
14歳女性。I型糖尿病を発症。小児科に入院中。
新田奏佑
34歳男性。整形外科病棟に入院する。週3回の血液透析を受けている。夜間に営業しているナカノドラッグをかかりつけ薬局としている。
のん
女児。小児科に入院する。フルタイドの吸入管理を受けている。
ユウキ
男児。小児科に入院する。悪戯好きで葵のお団子髪にこっそり旗を刺した。
丸岡はじめ
35歳男性。自宅自室にて狭心症の発作を起こし、救急搬送される。内科に入院するが、病棟満床のため一時的に小児科に移る。漫画家として一発当てることを目指しており、妻は妊娠中。
柴崎樹里
13歳女性。祖父の太一と父との三人家族で実家は食事処。摂食障害で小児科を受診する。
柴崎太一
74歳男性。難治性の胃潰瘍と診断を告げられている。

### ナカノドラッグ
小野塚綾
ナカノドラッグに勤務する薬剤師。新田の服薬指導を担当する。
須藤拓也
ナカノドラッグに勤務していた薬剤師。小野塚と同日入社。24時間勤務体制に変わったのを機に転職する。
八幡
地域統括マネージャとしてナカノドラッグを管理する。店舗の24時間営業化を主導し、地域ナンバーワン店舗を目指す。

### 葵の友人
黒須祐子
葵の大学同期の友人。製薬会社勤務のMR。
柿崎彩乃
葵の大学同期の友人。調剤薬局勤務。
青木千尋
葵の大学同期の友人。ドラッグストア勤務。

### 過去の人物
林
萬津総合病院産婦人科に所属していた医師。道場の上級医として指導していた。
道場
萬津総合病院産婦人科に所属していた研修医。
倉本靖子
萬津総合病院産婦人科に所属していた助産師。
矢島詩織
29歳女性。萬津総合病院産婦人科に入院していた妊婦。片頭痛を訴えた。カロナールを処方される。

## 書誌情報
- 荒井ママレ 『アンサングシンデレラ 病院薬剤師 葵みどり』コアミックス〈ゼノンコミックス〉、全15巻
  1. 2018年11月20日発売、ISBN 978-4-19-980532-5
  2. 2019年4月20日発売、ISBN 978-4-19-980562-2
  3. 2019年9月20日発売、ISBN 978-4-19-980590-5
  4. 2020年4月20日発売、ISBN 978-4-86720-019-3
  5. 2020年6月19日発売、ISBN 978-4-86720-153-4
  6. 2021年3月18日発売、ISBN 978-4-86720-192-3
  7. 2021年10月20日発売、ISBN 978-4-86720-271-5
  8. 2022年4月20日発売、ISBN 978-4-86720-359-0
  9. 2022年10月20日発売、ISBN 978-4-86720-429-0
  10. 2023年4月20日発売、ISBN 978-4-86720-494-8
  11. 2023年10月20日発売、ISBN 978-4-86720-573-0
  12. 2024年4月19日発売、ISBN 978-4-86720-635-5
  13. 2024年10月19日発売、ISBN 978-4-86720-696-6
  14. 2025年4月18日発売、ISBN 978-4-86720-720-8
  15. 2025年7月18日発売、ISBN 978-4-86720-784-0

ノベライズ
- 黒岩勉（脚本）、百瀬しのぶ（ノベライズ）『アンサング・シンデレラ 病院薬剤師の処方箋』（扶桑社）
  - 上巻 2020年8月25日発売、ISBN 978-4-594-08467-7
  - 下巻 2020年9月25日発売、ISBN 978-4-594-08543-8

## テレビドラマ
『アンサング・シンデレラ 病院薬剤師の処方箋』（アンサング・シンデレラ びょういんやくざいしのしょほうせん）のタイトルで、2020年7月16日から9月24日までフジテレビ系「木曜劇場」で放送された。主演は石原さとみ。なお、主人公のみどりは原作では2年目であるが、ドラマでは入社8年目の設定となる。主題歌はDREAMS COME TRUEの「YES AND NO」。「木曜劇場」枠の医療ドラマは前番組『アライブ がん専門医のカルテ』から2作連続となる。
キャッチコピーは「患者の未来と、向き合っている。見えないところで、支えている。」。
当初は4月9日スタートの予定であったが、新型コロナウイルスの感染拡大により撮影スケジュールに多大な影響が出たことから、開始が延期となった。振替番組として、『グッド・ドクター』（2018年）、『Dr.コトー診療所2004 特別編』の再放送が行われた。6月8日、撮影を再開。7月16日からの放送開始が6月10日に発表された。
小野塚綾役の清原翔が6月12日に脳出血を発症して入院。緊急手術を受ける。6月27日、清原の降板が発表される。代役は成田凌。清原のこれまでの撮影部分は撮り直しとなる。
またドラマの放送に併せて、調剤薬局チェーン店「クオール薬局グループ」を運営するクオールホールディングスが番組提供スポンサーとして協賛し、そのタイアップによるインフォマーシャルが西野七瀬と金澤美穂の出演で放送されている。このほか、調剤薬局チェーン店では同業他社であるアインファーマシーズ、日本調剤と、医療用薬品メーカーで、武田薬品工業グループの武田テバ薬品も番組に提供している。
放送直前にはカウキャッチャーとして、岡山・香川県を放送エリアとしている岡山放送で就実大学のCMが流されている。薬剤師を目指す薬学部にスポットを当て、「薬剤師ってどんな仕事?」という疑問から始まる15秒バージョンとなっている。

### キャスト

#### 萬津総合病院
葵みどり（あおい みどり）
演 - 石原さとみ（幼少期：堰沢結愛）
薬剤部の薬剤師で薬剤師歴は8年目。
薬に対しては人一倍の信念を持っていて、常に一人でも多くの患者を救いたいという思いでいるが、それが故に患者に深入りする傾向がある。
過去に白血病で妹を亡くした際に、薬剤師に助けられたのをきっかけにこの道を進む。
系列の萬津産婦人科医院に異動していたが、萬津総合病院の薬剤部に戻る。
相原くるみ（あいはら くるみ）
演 - 西野七瀬
薬剤部の新人薬剤師。関西出身。
入職してから病院の薬剤師が人手不足だという現状を目の当たりにする。
薬剤師に向いてないと思っており、販田には度々「辞める」と宣言している。
元々薬剤師になりたかった訳ではないが、ある理由で薬剤師になる。しかし、患者や医師と対峙しながらも懸命に向き合おうとするみどりの姿を見ていくうちに、少しずつ薬剤師という仕事に対する気持ちに変化が起こる。
刈谷奈緒子（かりや なおこ）
演 - 桜井ユキ
薬剤部主任。部で唯一のがん薬物療法認定薬剤師。子供がいる。
余計な口を挟まずに淡々と仕事をこなす調剤のベテラン。超合理主義。患者一人一人に向き合うというよりは「多くの患者」のために働いている。元々は街の大手調剤薬局に副店長として勤めていたが、大量の薬を不必要な患者に処方するやり方に疑問を持ち辞める。
薬剤部の中で一番の子供好き。普段は笑顔を見せることはないが、子供を見ると途端に笑顔になる。
「口じゃなくて手を動かす」が口癖。
羽倉龍之介（はくら りゅうのすけ）
演 - 井之脇海（幼少期：岩田琉生）
薬剤部の薬剤師で薬剤師歴は3年目。メガネをかけている。
薬剤部のメンバーのことに詳しく、何も知らない相原に色々教えている。
実家は代々医師をやっている。父は脳神経外科の医師。羽倉病院・3代目院長。母からは「龍ちゃん」と呼ばれている。のちに薬剤部のメンバーからも龍ちゃんと呼ばれる。
薬剤部のムードメーカー。医学部の受験に失敗して、2浪後薬剤師の道に進む。
父の入院時に、多剤服用による症状について過去の研究論文を探していたが、瀬野章吾に協力してもらった。
走るのは遅い。
第11話では、工藤と結婚して子供が生まれる。
工藤虹子（くどう にじこ）
演 - 金澤美穂
薬剤部の薬剤師で薬剤師歴は4年目。監査担当。
病院内で広まっている噂話などを話すのが好き。患者やその家族について調べた内容を調剤部で同僚にスマートフォンの画面を見せたりしている。
第11話では、羽倉と結婚して羽倉姓となる。子供が生まれる。
販田聡子（はんだ さとこ）
演 - 真矢ミキ
薬剤部部長。薬剤師の勤務管理を担当している。
薬剤部の薬剤師たちには常に気を遣っているが、優しさだけでは無く、保身のことも考えており、したたかさも併せ持つ。「分かる〜」が口癖。
条件面で病院薬剤師に応募してこないことに焦りを感じている。薬学生向けの就職説明会で相原とブースで半日呼び込みをしたが、学生が2人しか来なかった。
薬剤部の人数が減ることを恐れているため、現場の士気が下がって愚痴が出たり、ドラッグストアに転職を考える者がいると阻止する態度を見せる。
萬津総合病院勤続20年を祝して、薬剤部の薬剤師から花束と調剤に使うポーチ、ハサミ、電卓をプレゼントされて泣く。薬剤師の人手不足で一時的に調剤の現場に復帰する。
系列の萬津産婦人科医院に異動していたみどりを呼び戻すため、自ら病院に出向いて萬津産婦人科医院の職員に事情を話す。瀬野にも、みどりに話をつけてもらうように頼む。
七尾拓（ななお たく）
演 - 池田鉄洋
薬剤部副部長で治験管理担当。みどりの良い所を全く持って評価しておらず、むしろ薬剤師に相応しく無いと思っている。
同じ副部長の瀬野とは犬猿の仲。
瀬野の病気である非小細胞肺癌の適合条件に合致する治験薬を探して欲しいと販田から頼まれる。10年前に瀬野の母の治験薬を担当したが、改善が見られず亡くなり救えなかった。
治験が実現して薬の有効性が示せたら、自身の手柄にすると販田に話した。
薬剤部の中でも独特の不気味さを漂わせている。
荒神寛治（あらがみ かんじ）
演 - でんでん
薬剤の情報を専門的に管理するドラッグインフォメーション室の責任者。
一見飄々としているが、どんな患者であっても説き伏せてしまう不思議な力を持っている。
隠し事は苦手。
特技は手品。妻と結婚披露宴の余興で始めたのがきっかけ。
コーヒーが好きで、自宅や職場にコーヒーを淹れる道具を常備している。
資料のある本棚の場所を細かく把握している。
妻と2人暮らし。結婚披露宴をしたのは1994年9月19日、2019年で銀婚式。毎年9月19日は家で妻とお祝いをして、
手品を披露するのが恒例。妻は大腸癌の再発により入院していたが、妻の希望で在宅医療に切り替えた。
瀬野章吾（せの しょうご）
演 - 田中圭
薬剤部副部長。部で唯一の救急認定薬剤師。
一見すると無愛想に見えがちだが、みどりと同様薬剤師という仕事に誇りを持っている。同じ副部長の七尾とは犬猿の仲。
病院に小野塚が臨床研修を受けに来たことがある。
子供が癒しの存在と言い、抱っこすると普段は見せない笑顔になる。
突然病院内で吐血して倒れ、末期の非小細胞肺癌で余計3ヵ月と診断された。母（病気薬剤師）と祖母が重複癌だった。母は10年前に七尾が用意した治験薬を試したが改善が見られず亡くなった。
病気のまま働いていたが、みどりに治療をして欲しいと言われ、みどりに調剤を任せて入院することを決める。
「FP258」の薬の治験を受けようと思ったが踏み留まる。様々な患者に抗がん剤治療に関わってきたが、いざ患者の立場になると先の見えない治療が辛くなった。吐き気、頭痛、めまいが発症し改善の兆候や、希望も治る可能性もないのに苦しさにいつまで耐えるのか、頭がおかしくなりそうだとみどりに話した。最終的に治験を受ける。
治験後は長年リハビリに専念して、薬剤部に復帰する。
豊中瑠衣（とよなか るい）
演 - 臼田あさ美
救急センター医師。
久保山竜也（くぼやま たつや）
演 - 六角慎司
小児科医。

#### その他
小野塚綾（おのづか りょう）
演 - 成田凌（病気療養のため降板した清原翔から交代）
ドラッグストア「ナカノドラッグ」の薬剤師。病院薬剤師を嫌っている。葵みどりとは正反対で、一人一人の患者にいちいち気を使っていられないという性格の持ち主。成分の量を調整するためにアダラートCRを半分に割って処方するなど、薬効上あってはならないずさんな調剤をしている。
薬剤師の資格を取るために大学で6年間奨学金を600万つくった。ドラッグストアで3年間働けば奨学金を全て肩代わりしてくれるため、店で働くことを選んだ。
最初は希望を持ち、勉強会や認定薬剤師の勉強もした。しかし3年間・週3日夜勤で働いていたら勉強することがどうでもよくなっていき、商品の補充や品出しをしているうちに読まない参考書が山積みになっていった。
大学時代に萬津総合病院で臨床研修を受けたことがあり、瀬野と会っていたことを思い出す。救急救急の現場で医師から言われた薬をそのまま用意するのではなく、瀬野は患者の体調を見て根拠に基づいて違う薬を提案するという姿を目にしている。
中華料理店・娘娘亭が行きつけで、この店でみどりや萬津総合病院の薬剤師たちと次第に交流を持つ。
販田の面接を受けて採用になり、萬津総合病院に就職が決まった。
辰川秀三（たつかわ しゅうぞう）
演 - 迫田孝也（幼少期：田澤泰粋）
中華料理店・娘娘亭（にゃんにゃんてい）店主。バッティングセンターで肉離れをして萬津総合病院に通院していた。
娘が1人いる。父が末期の胃癌で入院した時は、自身の希望で父には病気のことは未告知。母が抗がん剤で苦しんでいるのを見て辛い思いをしているし、父が自分も同じ病気だと知ったらという気持ちからであった。その後みどりと話して、父に告知することを決める。
高校までずっと野球をしていた。父も元々野球をしており、バッティングセンターに一緒に通っていた。ヤクルトスワローズのファン。
とにかく“待つ”という行為を何より嫌い、医師だけでなく薬剤部の人間もその横暴ぶりには手を焼いている。
簑島心春（みのしま こはる）
演 - 穂志もえか（幼少期：森山のえる）
急性骨髄性白血病で、中学生のころから萬津総合病院に入退院を繰り返している患者。
入院中もおしゃれに気を遣っている。武蔵医科大学薬学部へ進学。
辰川樹里が入院してきた時は洋服を貸した。
退院から2年後に萬津総合病院での臨床研修に参加する。

#### ゲスト
第1話
道場健太郎（みちば けんたろう）
演 - 前原滉（最終話）
萬津総合病院産婦人科の研修医。
2年後には萬津産婦人科医院の常勤医として勤める。
渡辺奈央（わたなべ なお）
演 - 安藤美優
I型糖尿病で入院中の患者。インスリン注射をわざと時間を変え打ち病院内で倒れる。
森本優花（もりもと ゆうか）
演 - 永瀬莉子
I型糖尿病で入院中の患者。
矢島詩織（やじま しおり）
演 - 西原亜希
切迫早産の疑いで入院中の患者。HELLP症候群を起こして緊急手術を受ける。
林雅樹（はやし まさき）
演 - 飯田基祐
萬津総合病院産婦人科医。葵みどりが患者を診察した行動に対し、医療安全委員会の議題として提議する。
倉本（くらもと）
演 - 久保田磨希
助産師。
奈央の母
演 - 久世星佳
古川（ふるかわ）
演 - 河本千明
萬津総合病院の看護師。
峰田和昭（みねた かずあき）〈53〉
演 - 岩本淳
スズメバチに刺されてアナフィラキシーショックを起こした患者。
峰田の妻
演 - 阿部朋子
峰田の手術の終了後に萬津総合病院に駆けつけ、夫の無事を知り、現場の看護師らに感謝して泣いた。
矢島の夫
演 - 大滝明利
冒頭の導入場面にて登場。
美千代（みちよ）
演 - にしだまちこ
患者。
西田京三（にしだ きょうぞう）
演 - 桐山浩一（第3話）
患者。大きすぎる薬は飲めないという。
委員長
演 - 池浪玄八
医療安全委員会委員長。
第2話
篠原麻利絵（しのはら まりえ）
演 - 大後寿々花
大宮清の娘。父と20年ぶりに再会する。
大宮清（おおみや きよし）
演 - 小林隆
右腕の骨折で入院中の患者。ロペラミドの過剰摂取で不整脈を引き起こして倒れる。
山口真央（やまぐち まお）
演 - 佐藤めぐみ
礼央の母。
山口礼央（やまぐち れお）
演 - 高木波瑠
マイコプラズマ肺炎患者の子ども。クラリスロマイシンの苦味を嫌がり薬を飲まない。
高野（たかの）
演 - 木川淳一
厚生労働省の麻薬取締役官。
篠原恵里子（しのはら えりこ）
演 - 松野果音
麻利絵の母。
本村悠一郎（もとむら ゆういちろう）
演 - 吉成浩一
萬津総合病院の胸部外科医。
第3話
新田奏佑（にった そうすけ）
演 - 浅利陽介
萬津小学校教師。2年2組の担任。慢性糸球体腎炎で入院している患者。フェロ・グラデュメットの副作用が嫌で飲まず、鉄欠乏性貧血を起こして倒れる。病院を無断で抜け出した日にも倒れたが、みどりから連絡を受けたかかりつけ薬剤師の小野塚により発見され、救急搬送後処置を受けて一命を取り留める。
小野塚が勤務するさいたま市の「ナカノドラッグ」がかかりつけ。仕事の時間を確保するために透析の後、夜間営業しているこのドラッグストアで処方してもらうことを強く希望している。7種類、一日15錠の薬を飲まないといけない。
週3回早めに仕事を終えて、4時間の血液透析を受ける。透析の翌日は残業して、やり残していた仕事を終わらせないといけない。残業した翌日も透析と時間が足りない生活を送っている。
葵から「治療に専念して欲しい」と言われるが、透析が必要になって仕事を辞めて治療しかない暮らしになった時に、自分は何のために命を繋いでいるのか分からなくなったから仕事を最優先したいと話す。
透析のために離職する前の小学校（3年3組）の児童から貰った色紙を大事にしており、病室に飾っている。この時は体育もできて、残業も好きなだけやれて、児童のために全力を尽くしていたので理想の教師ができていたという。
透析に時間を取られて、理想と違うことにもどかしさを感じている。小学校に赴任したころは良かったが、運動が制限されている上、早退や欠席で次第に他の先生から白い目で見られるようになる。更に保護者や子供達に話が広がり、授業が成立しないといった影響を及ぼすようになった。
みどりが医師と相談してフェロ・グラデュメットからフェロミアに処方を変更して貰う。みどりや相原から飲み忘れがないようお薬カレンダーのポケットに1回分の薬と入れる提案を受けるが、入れるのが面倒になり使わなくなるのと、もう教師は辞めようかなと話す。
柿沢が度々病院を訪問して葵に会って、心配してくれていたのは2年2組の児童全員だったと知る。お薬カレンダーのポケットに児童からのメッセージの紙を入っているのを見て、嬉しくなる。みどりが小学校に訪問し、児童が新田へ向けてカードを書いたり喋る動画を見せて貰う。病気と付き合いながら薬を飲んでしっかり働き、自分の力で周りに納得していかないとと子供たちの理想の教師を目指すことを誓う。
柿沢信五（かきざわ しんご）
演 - 嶺岸煌桜
新田奏祐が担任を持つ萬津小学校2年2組の児童。運動会の練習をしている時に、新田から走る時の腕の振り方を教えて貰う。嬉しくなり新田に「じゃあ走ってよ」と声をかけ、新田は全力で走るがその場で倒れ込んでしまった。入院した先生が心配で気になり何度も病院に訪れる。
みどりが新田へメッセージカードを書いて貰えないかと提案されて承諾する。その後クラス全員が書いている。
三上（みかみ）
演 - 上原りさ
萬津総合病院の薬剤師。産休に入っていたが、出産して復帰するなり薬剤部よりも給料のいいドラッグストアに行ってしまった。
内藤真弓（ないとう まゆみ）
演 - 氏家恵
萬津総合病院の看護師。
ナカノドラッグ店長
演 - 岩田和浩
夜間営業に対応してくれる小野塚を頼りにしている。
第4話
辰川太一（たつかわ たいち）
演 - 伊武雅刀（第5話）
末期の胃癌で入院中の患者。中華料理店「娘娘亭」店主・秀三の父。息子家族と同居している。樹里が摂食障害になっていることは知らない。
妻が抗がん剤で苦しんでいるのを見て辛い思いをした。
抗がん剤治療をせずに、医療用麻薬を使った緩和ケアに重点を置く治療を選ぶ。
元々野球をしていた。ヤクルトスワローズのファン。
辰川樹里（たつかわ じゅり）
演 - 久保田紗友（第5話）
秀三の娘。摂食障害に苦しんでいる。
小野塚が働く「ナカノドラッグ」を利用したときに倒れて、救急搬送された。小野塚が病院に付き添う。店では睡眠改善薬を購入した。
おじいちゃんっ子。同居している祖父の太一が末期の胃癌になり入院してから、秀三と口をきかなくなった。病室では祖父のことを心配して、スマートフォンで癌治療について調べている。父の希望で祖父に病気について未告知であることや、治らないのに祖父に治療を受けさせていることに心が苦しくなっている。不安な気持ちをみどりに明かした。
退院後は学校に復帰し、家では父の食堂でアルバイトをしている。
羽倉秀一（はくら しゅういち）
演 - 菅原大吉
羽倉龍之介の父。茨城県の羽倉病院・3代目院長。脳神経外科の医師。関東薬事連盟監事。
車の自損事故を起こし外傷性頸部症候群で入院中の患者。
体調を崩して高血圧と頭痛の症状があり、複数のベンゾジアゼピン系の薬を服用して、物忘れの症状が出る。
薬剤師より体のことは知っていると思っており、薬剤師と関わるのを嫌がる。
息子の龍之介が医学部受験を失敗して薬剤師になると話した時に、「医者の奴隷みたいなもんだ」「お前はもううちの人間じゃない。ここから出て行け」と言う。
自己判断で、体調に合わせてその都度薬を飲んでいた。物忘れではなく、発症していたのは多剤服用によるものだった。
退院時に龍之介に「もう一度医者を目指してみないか」「引退が近づいて改めて気付いた。俺の椅子に座るのはやっぱりお前だ。うちに来て、俺の跡を継げ」と言ったが「僕はここに残って薬剤師を続ける」と断られた。
羽倉志帆（はくら しほ）
演 - 宮田早苗
羽倉龍之介の母。夫の秀一が自身が経営する病院に入院するのを嫌がり、息子の龍之介が働く萬津総合病院に入院させることに決めた。息子の龍之介が働いていることは秀一に秘密にしている。
秀一が自己判断で飲んでいる薬を、手帳に記録している。
第5話
清水佐緒里（しみず さおり）
演 - 田中美里（第10話）
萬津総合病院の薬剤師。瀬野の母。
みどりの過去に深く関わる人物で、現在のみどりに多大な影響を与えたキーパーソン。葵ななの担当薬剤師だった。
畑中聡（はたなか さとし）
演 - 長谷川朝晴（第9話・第10話）
萬津総合病院消化器内科の医師。
瀬野に非小細胞肺癌の診断をした主治医。
葵なな（あおい なな）
演 - 吉澤梨里花（第10話）
葵みどりの妹。子供のころに白血病で亡くなる。　
第6話
小川早苗（おがわ さなえ）
演 - 高林由紀子
入院中の女性患者。スルタミシリンの服用がきっかけで腸内細菌のバランスが崩れてクロストリジウム・ディフィシル腸炎を引き起こす。
遠野倫（とおの りん）
演 - 山谷花純
月経困難症の患者。毎日飲んでいるハーブティの中に含まれるセント・ジョーンズ・ワートや日頃の不規則な生活で処方されているピルが効かない。
長崎浩（ながさき ひろし）
演 - 佐戸井けん太
町の開業医。小川早苗のかかりつけ医。早苗に請われて必要以上の薬を処方してしまう。
講師
演 - 中條サエ子
手芸教室の講師。
神戸（かんべ）
演 - 小貫加恵
手芸教室の会員。荒神の手芸の腕をほめる。みどりから小川早苗について尋ねられたときには、「知らない」と答える。
手芸教室の会員A
演 - ふくまつみ
荒神の手芸の腕をほめる。みどりから小川早苗について尋ねられたときには、「知らない」と答える。
手芸教室の会員B
演 - 福井裕子
荒神の手芸の腕をほめる。
第7話
織原未輝斗（おりはら みきと）
演 - 一ノ瀬颯
急性骨髄性白血病で入院中の高校生。
長谷川愛里（はせがわ あいり）
演 - 出口夏希
バッドキアリ症候群で入院中の女子高生。
古賀万奈美（こが まなみ）
演 - 渡辺真起子
私設秘書へのパワハラ疑惑が持たれている国会議員。
鴨井健介（かもい けんすけ）
演 - モロ師岡
古賀の第一秘書。
大津君郎（おおつ きみお）
演 - 瀧川英次
萬津総合病院整形外科医。
心春の母
演 - 土井きよ美
心春の父
演 - 永井博章
第8話
増田航平（ますだ こうへい）〈38〉
演 - 田中幸太朗
萬津総合病院でアレルギー性鼻炎のため薬を処方してもらっている男性。ステロイドが含まれているセレスタミンを息子の翔太に飲ませる。
増田翔太（ますだ しょうた）
演 - 川原瑛都
航平と環希の息子。ハウスダストのアレルギーをもつ。
増田環希（ますだ たまき）
演 - 田川可奈美
航平の妻。萬津総合病院に出産間近で入院している。
仁科敦夫（にしな あつお）
演 - 東根作寿英
在宅医療に特化した調剤薬局「笹の葉薬局」の代表。
荒神泰子（あらがみ やすこ）
演 - 大塚良重
寛治の妻。8年前に大腸癌を患い手術をしたが、半年前に再発。肝臓、肺、脳にも転移している。末期の大腸癌で在宅医療を行なっている。意識混濁でせん妄もある状態。
痛みが激しくなってきたため鎮静剤のミダゾラムを投与する。
本庄泰史（ほんじょう やすし）
演 - 住田隆
荒神泰子の主治医。
第9話
若月陽菜（わかつき はるな）
演 - 徳永えり
入院中の女性患者。抗不安薬のロラゼパムや睡眠導入剤のゾピクロンのオーバードースが原因で搬送される。薬に依存している状態のため、身体的・精神的ともに非常に不安定な状況にある。
同じ病気の処方箋を複数の医療機関で貰って、大量に手に入れる不正行為をしている。
結婚後に娘が生まれてから、夫が不在の中一人で育児をしているうちに育児ノイローゼになる。娘と離れて治療に励むが、更に不安定になるになり離婚をする。
入院中に他の患者の薬を奪って飲もうとするところを、元夫と娘に目撃される。
夜間に薬剤部へ侵入して薬を盗もうとした。ハサミでみどりに「ロラゼパムを出せ」と脅すが、目撃した瀬野は「治らない病気を抱えている患者は大勢います。私もその一人です。私は癌を患っていて余命3ヵ月です」「私は死にます。でもあなたは治ります。治療は苦しくて大変かもしれません。でもあなたはもう一度再出発することができます」と話す。瀬野から「葵はあなたのことをずっと考えています。どうやったら無理なく薬を減らしていけるかどうか」と心療内科に提案するための治療計画を書いたノートを見せられる。「もう一度自分の病気や薬ときちんと向き合ってくれませんか。お願いします」と言われる。みどりから娘からの手紙を渡せれて、「このままじゃいけないって分かってる。だけどどうしようもないんだって」と涙を流すが、みどりに「ゆっくり少しずつやっていきましょう。急がなくて大丈夫ですから」と声をかけられる。
栗原謙介（くりはら けんすけ）
演 - 高橋光臣
陽菜の元夫。子供が生まれたばかりのころに出張が多く、しばらく家を空けることが多かった。陽菜を精神的に追い詰めた要因が自分にあると感じ、離婚後も陽菜のことを気にかけている。
栗原結菜（くりはら ゆいな）
演 - 浅田芭路
陽菜と謙介の娘。
第10話
丸岡はじめ（まるおか はじめ）
演 - 近藤公園
心筋梗塞で入院中の患者。瀬野と同じ病室。妻がいる。
漫画家で病室で絵を描く。
薬を7種類処方されるが、心臓の薬は生涯服用しないといけないこと、金額が月5000円かかるとみどりから説明を受けて拒否している。その後相原が医師に相談して合剤やジェネリックにして、薬の金額を抑えた提案があり受け入れる。
丸岡彩乃（まるおか あやの）
演 - 宮澤佐江
はじめの妻で妊婦。
第11話
向坂千歳（さきさか ちとせ）
演 - 土村芳（幼少期：古川凛）
てんかんの持病がある初産婦。「萬津産婦人科医院」に入院中の患者。抗てんかん薬のデパケンを飲まずに捨てている。薬を捨てる所を同じ病室の星名優に目撃される。
自宅でウェブデザイナーの仕事をしている。母・世津子からは「なるべく人に会わないでできる仕事に就きなさい」「あなたは普通と違う」と言われてきた。子供の時にてんかんが分かってからは、ずっと世津子に従ってきた。
世津子が萬津産婦人科医院のスタッフに話す姿を見て、「てんかんだから隠れるように生きていく」ことに違和感を覚える。
2030gの女児を出産する。
向坂世津子（さきさか せつこ）
演 - 朝加真由美
千歳の母。
娘・千歳が子供の時にてんかんの症状を起こしてから、また発作が起きないかと常に不安な気持ちを抱えて暮らす。
デパケンを飲んでいたら母乳は無理で授乳を避けるようにと、薬の添付文章や本にも危険だと書いてあったと得た情報をみどりや病院のスタッフに話す。
「普通」の価値観にこだわっている。千歳が惨めな思いをしないようにという気持ちが強い。
星名優（ほしな ゆう）
演 - 入山法子
子宮頚管長の短縮で「萬津産婦人科医院」に入院中の妊婦。
同じ病室の向坂千歳が処方されたデパケンを飲まずに捨てているのをみどりに伝えた。千歳に謝罪の手紙を渡したことをきっかけに身の上話をして親しくなる。
保育士。仕事柄てんかんを抱えている園児を見たことがあり勉強したと千歳に話した。
木下佳純（きのした かすみ）
演 - 伊勢志摩
「萬津産婦人科医院」に勤める助産師。
岩澤朱里（いわさわ しゅり）
演 - 佐藤真弓
「萬津産婦人科医院」に勤める看護師。
加藤静香（かとう しずか）
演 - 水田萌木
「萬津産婦人科医院」に勤める看護師。
米川理恵（よねかわ りえ）
演 - 小松彩夏
「萬津産婦人科医院」で6人目の子どもを産む妊婦。
米川和馬（よねかわ かずま）
演 - 牧田哲也
理恵の夫。
カフェ「いきいき」マスター
演 - 夙川アトム

### スタッフ
- 原作 - 荒井ママレ （医療原案：富野浩充） 『アンサングシンデレラ 病院薬剤師 葵みどり』（月刊コミックゼノン / 徳間書店連載中）
- 脚本 - 黒岩勉
- 主題歌 - DREAMS COME TRUE 「YES AND NO」（ユニバーサルシグマ）[37]
- 音楽 - 信澤宣明
- 医療監修 - 松本尚、原義明（日本医科大学）、茨木保（いばらきレディースクリニック）
- 薬剤師監修 - 伊勢雄也（日本医科大学付属病院）、髙瀬久光（日本医科大学多摩永山病院）、笠原英城（日本医科大学武蔵小杉病院）、實川東洋（日本医科大学千葉北総病院）
- 薬剤師指導 - 日本医科大附属四病院薬剤部
- 看護指導 - 石田喜代美
- プロデュース - 野田悠介
- 演出 - 田中亮、相沢秀幸、野田悠介
- 制作著作 - フジテレビ第一制作室

### ロケ地
- 稲城市立病院（東京都稲城市大丸）：萬津総合病院の外観[38]。
- 羽生総合病院（埼玉県羽生市大字下岩瀬）：萬津総合病院のロビー[38]。
- や志満（東京都中野区南台）：中華料理店・娘娘亭[38]。
- 青海中央ふ頭公園野球場（東京都江東区青海）：萬津総合病院薬剤部と地域薬局が野球をしたグラウンド[38]。

### 放送日程
| 話数                                                                        | 放送日  | サブタイトル                            | 演出     | 視聴率 |
| --------------------------------------------------------------------------- | ------- | --------------------------------------- | -------- | ------ |
| 第1話                                                                       | 7月16日 | 知られざる病院薬剤師の医療ドラマが誕生! | 田中亮   | 10.2%  |
| 第2話                                                                       | 7月23日 | 薬剤師は薬を渡して終わりじゃない        | 田中亮   | 09.8%  |
| 第3話                                                                       | 7月30日 | 俺はあんた達とは違う                    | 相沢秀幸 | 08.8%  |
| 第4話                                                                       | 8月06日 | 薬剤師が患者を救う事だってできる        | 相沢秀幸 | 10.6%  |
| 第5話                                                                       | 8月13日 | 第二の患者                              | 田中亮   | 09.4%  |
| 第6話                                                                       | 8月20日 | 病気に大きいも小さいもない              | 相沢秀幸 | 09.7%  |
| 第7話                                                                       | 8月27日 | やれる治療があるだけマシだから          | 田中亮   | 09.3%  |
| 第8話                                                                       | 9月03日 | 最後まで看る                            | 高橋由妃 | 09.3%  |
| 第9話                                                                       | 9月10日 | 自分が生きていた証                      | 相沢秀幸 | 09.6%  |
| 第10話                                                                      | 9月17日 | 薬剤部はバラバラになった                | 田中亮   | 09.2%  |
| 最終話                                                                      | 9月24日 | 大切な日常、それぞれの未来              | 野田悠介 | 09.7%  |
| 平均視聴率 9.6%（視聴率はビデオリサーチ調べ、関東地区・世帯・リアルタイム） |         |                                         |          |        |

### スピンオフドラマ
『アンサング・シンデレラ ANOTHER STORY 〜新人薬剤師 相原くるみ〜』のタイトルで、2020年8月27日から5週にわたりFODで配信される（全5話、約15分）。

#### キャスト（スピンオフ）
- 相原くるみ - 西野七瀬
- 刈谷奈緒子 - 桜井ユキ
- 羽倉龍之介 - 井之脇海
- 工藤虹子 - 金澤美穂
- 織原未輝斗 - 一ノ瀬颯
- 長谷川愛里 - 出口夏希
- 看護士    - 三浦真椰
- 未輝斗の母 - 長野里美

#### スタッフ（スピンオフ）
- 脚本 - 蓼内健太
- 主題歌 - 関取花「今をください」（ユニバーサルシグマ）
- プロデュース - 宮﨑暖、黒川未希（スイッチ）
- 演出 - 柳沢凌介
- 制作協力 - スイッチ
- 制作 - フジテレビ

#### 配信リスト
| 話数  | 配信日  | サブタイトル             |
| ----- | ------- | ------------------------ |
| 第1話 | 8月27日 | 目撃者 相原くるみ        |
| 第2話 | 9月03日 | 木こりの告白             |
| 第3話 | 9月10日 | クマノミとイソギンチャク |
| 第4話 | 9月17日 | 今をください             |
| 第5話 | 9月24日 | 最後のわがまま           |

| フジテレビ系 木曜劇場                                  | フジテレビ系 木曜劇場                                                 | フジテレビ系 木曜劇場                                   |
| 前番組                                                 | 番組名                                                                | 次番組                                                  |
| ------------------------------------------------------ | --------------------------------------------------------------------- | ------------------------------------------------------- |
| アライブ がん専門医のカルテ （2020年1月9日 - 3月19日） | アンサング・シンデレラ 病院薬剤師の処方箋 （2020年7月16日 - 9月24日） | ルパンの娘（第2シリーズ） （2020年10月15日 - 12月10日） |

## タイアップ
- 2019年10月の「薬と健康の週間（主催：厚生労働省）」において、当作品がポスターに採用された[43]。
- またテレビドラマ放送のタイミングに合わせて、上述のクオールホールディングスとのコラボレーションによるインフォマーシャルの放送以外に、2020年3月に日本薬剤師会の会報「日本薬剤師会雑誌・2020年4月号」の付録として、フジテレビ番組広報宣伝部の協力・協賛によりポスターが配布された[44]。